# Bare Bones (Wishbone Ash)
Bare Bones (vertaling: De essentie) is een studioalbum van Wishbone Ash. Het bevat voornamelijk akoestische muziek, Everybody needs a friend had een elektrische gitaar nodig. Het album is opgenomen in twee geluidsstudios, de Spider Hill Studio in Roxbury, Spotlight Studio in Willesden. Het is het enige studioalbum waarop Mark Birch meespeelt; hij verliet de band en de muziekwereld in 2001. In aanvulling op de vaste kern van die tijd, kwam ook een aantal gastmusici langs, waaronder vroeger bandlid Claire Hammill. Bob Skeat kwam met dit album terug bij de muziekgroep. Het bespelen van akoestische muziekinstrumenten was destijds populair door MTV’s Unplugged-serie; Wishbone Ash lastte ook binnen hun optreden een akoestische set in

## Musici
- Andy Powell - zang, gitaar, mandoline
- Mark Birch – zang, gitaar
- Bob Skeat – zang, basgitaar
- Ray Weston – slagwerk
- Mick Parker – accordeon
- Lewis Gibson, Morwena Lasko – viool
- Paul Moran – hammondorgel
- Glen LeFleur – percussie
- Claire Hammill – zang
- Giles Hedley – harmonium
- Aynsley Powell – percussie
- Chris Davis – dobro

## Muziek
| Nr. | Titel                                                      | Duur |
| --- | ---------------------------------------------------------- | ---- |
| 1.  | Wings of desire (Powell)                                   |      |
| 2.  | Errors of my way (Turner, Upton, Turner, Powell)           |      |
| 3.  | Master of disguise (Powell)                                |      |
| 4.  | You won’t take me down (Mike Bennett)                      |      |
| 5.  | Love abuse (Powell, Weston)                                |      |
| 6.  | (Won't you give him) One more chance (A. Martin, R. Scott) |      |
| 7.  | Baby don’t mind (Powell)                                   |      |
| 8.  | Living proof (Wisefield, Hammill)                          |      |
| 9.  | Hard times (Powell)                                        |      |
| 10. | Strange affair (Powell)                                    |      |
| 11. | Everybody needs a friend (Turner, Upton, Turner, Powell)   |      |